# Laphygmolestes flavipes
Laphygmolestes flavipes är en tvåvingeart som beskrevs av Hull 1962. Laphygmolestes flavipes ingår i släktet Laphygmolestes och familjen rovflugor. Inga underarter finns listade i Catalogue of Life.